# Spellbreaker: Secret of the Leprechauns
Spellbreaker: Secret of the Leprechauns este un film american fantastic direct pe video din 1996, cu Gregory Smith, Madeleine Potter, Godfrey James, John Bluthal și Tina Martin în rolurile principale. A fost co-scris și regizat de Ted Nicolaou. Filmul este o continuare a producției Leapin' Leprechauns! și ambele producții au fost filmate în același timp în România.

## Prezentare
În această continuare, nepotul Mikey călătorește în vacanță în Irlanda cu intenția de a petrece ceva timp împreună cu bunicul său, Michael Dennehy. Acum vor trăi o altă mare aventură în lumea spiridușilor.
Michael Dennehy organizează tururi pentru turiști care vor să viziteze castelului său ancestral din Irlanda. Ceea ce turiștii nu știu este că personajele fabuloase ale spiridușilor despre care Michael vorbește în turneu există cu adevărat, iar el însuși este prieten cu regele spiridușilor, Kevin.
Mikey se întâlnește cu vecina bunicului său, Morgan le Fey. Numele ei real este Nula și este regina lumii de dincolo. Ea aruncă o vrajă asupra regelui spiriduș, Kevin, pentru a-l face să se îndrăgostească de ea. Bunicul micșorat și nepotul trebuie să facă o călătorie în lumea de dincolo pentru a-i salva pe spiriduși.

## Distribuție
- Gregory Smith - Mikey Dennehy
- Madeleine Potter - Morgan / Nula
- Godfrey James - regele Kevin
- John Bluthal - Michael Dennehy
- Tina Martin - Maeve, regina Zânelor

### În alte roluri
- Mike Higgins - Casey
- Ion Haiduc	...	vrăjitor
- Mihai Niculescu	...	Doctor Voyznizc
- Dorina Lazăr	...	Doctor Mrs. Voyzniac
- Carina Rosanna Tautu	...	zână (menționată sub numele Carina Tautu)
- Dana Zărescu	...	zână
- Pavel Ana Maria	...	zână
- Mihai Silvia	...	zână
- Galani Nicoleta	...	zână
- Constantin Rădoacă	...	spiriduș
- Constantin Cojocaru	...	spiriduș
- Stelian Nistor	...	spiriduș
- Rareș Stoica	...	spiriduș
- Bogdan Uritescu	...	spiriduș
- Valentin Popescu	...	spiriduș
- Mihai Bunea	...	spiriduș
- Costica Dragenescu	...	spiriduș
- Marius Drogeanu	...	spiriduș
- Dan Condurache	...	spiriduș
- Mircea Andreescu	...	spiriduș
- Ion Gheorghescu	...	spiriduș
- Răzvan Ionescu	...	spiriduș
- Cristian Șofron	...	spiriduș (menționat sub numele Cristi Sofron)
- Dan Zamfirescu	...	spiriduș

## Recepție
Monster Hunter a dat filmului o recenzie proastă, însă a menționat că este mai bun decât predecesorul său: „Păstrarea acțiunii în Irlanda, renunțarea la insuficienta dramă de familie și intensificarea acțiunii până la (și inclusiv) o călătorie în lumea de dincolo, unde bietul Mikey este forțat să poarte un ham de piele, astfel încât să poată trage cufărul plin de spiriduși, iar bunicul său acum micșorat (!) transformă cu ușurință Spellbreaker într-un film de trifoi cu două frunze față de primul film de trifoi cu o singură frunză! Și dacă totul se rezolvă cu un pic de dorință de spiriduș de genul deus ex machina care pare a fi inventat ad-hoc, ei bine, aceasta este o abordare la fel de misterioasă ca în genul basmelor populare, nu?".
TV Guide a dat filmului două stele din cinci, afirmând: „chiar și copiii pot fi dezamăgiți de efectele speciale ieftine, cu o iluzie brută de încercare de miniaturizare realizată doar prin filmarea „spiridușilor” cât mai departe de cameră, cu obiecte mărite în prim-plan. Pe de altă parte, a remarcat pozitiv că toate costumele și ornamentate interioarele (chiar și cele de pe tărâmul celălalt sunt suficient de înfricoșătoare) sunt destul de impresionante și cel mai probabil destul de credibile pentru meșterii de operă și teatru din București.